# أبدكي
أبدكي (بالفارسية: ابدکی) هي مستوطنة تقع في قسم برون الريفي (مقاطعة فردوس) في إيران. يقدر عدد سكانها بـ 66 نسمة .